# ディド (小惑星)
ディド (209 Dido) は、小惑星帯に位置する、原始的で炭素化合物に富んでおりアルベドが低いC型小惑星の一つである。
1879年10月22日にアメリカ合衆国の天文学者、クリスチャン・H・F・ピーターズがニューヨーク州クリントンで発見し、カルタゴを建国したと伝えられている伝説上の女王ディードーにちなんで命名した。